# Cercobrachys
Cercobrachys is een geslacht van haften (Ephemeroptera) uit de familie Caenidae.

## Soorten
Het geslacht Cercobrachys omvat de volgende soorten:
- Cercobrachys cree
- Cercobrachys etowah
- Cercobrachys fox
- Cercobrachys lilliei
- Cercobrachys minutus
- Cercobrachys petersorum
- Cercobrachys pomeiok
- Cercobrachys serpentis
- Cercobrachys winnebago